# Henk Volberda
Henk Wijtze Volberda (Sneek, 1964) is een Nederlands bedrijfskundige en hoogleraar Strategie en Innovatie aan de Universiteit van Amsterdam.
Volberda studeerde van 1983 tot 1987 bedrijfskunde aan de Rijksuniversiteit Groningen, en promoveerde hier in 1991 bij Ton de Leeuw op het proefschrift "Organizational flexibility: change and preservation : a flexibility audit & redesign method". In zijn tijd als promovendus was hij ook enige tijd verbonden aan de Wharton Business School, aan de businessschool van de City University London, en aan de businessschool van de Duke University.
Tussen 1987 en 1991 was Volberda enige tijd trainee bij Twynstra Gudde en bij GITP, een adviesbureau gespecialiseerd in humanresourcemanagement. Na zijn promotie in 1991 werd hij wetenschappelijk medewerker bij RSM van de Erasmus Universiteit Rotterdam. Na vier jaar volgde hier in 1995 een aanstelling als hoogleraar Strategisch Management en Ondernemingbeleid tot 2019. Daarna is hij aangesteld als hoogleraar aan de Universiteit van Amsterdam.
Volberda is tevens betrokken bij tijdschriften als M&O, het Long Range Planning, het Journal of International Business Studies, Organization Science, het Maandblad voor Accountancy en Bedrijfseconomie en het tijdschrift Management Executive.

## Publicaties
- 1991. Organizational flexibility: change and preservation : a flexibility audit & redesign method. Proefschrift Groningen.
- 1992. On the concept of organizational flexibility. Met Ton de Leeuw. Groningen : Rijksuniversiteit Groningen
- 1998. Blijvend Strategisch Vernieuwen: Concurreren in de 21e eeuw. Inaugurele rede Erasmus Universiteit Rotterdam. Deventer : Kluwer
- 1999. Building the Flexible Firm: How to Remain Competitive. Oxford: Oxford University Press.
- 2004. De Flexibele Onderneming, Strategieën voor Succesvol Concurreren. Deventer : Kluwer.
- 2007. Inspelen op globalisering : offshoring, innovatie en versterking van de concurrentiekracht van Nederland. Met René Wezel. Den Haag : Stichting Maatschappij en Onderneming.
- 2011. Strategic Management: Competitiveness & Globalization: Concepts & Cases. Cengage Learning EMEA.
- 2018. Reinventing business models : how firms cope with disruption. Oxford: Oxford University Press.